# Võ Xuân Hào
Võ Dân (1921–1958) hay Võ Xuân Hào là một nhà cách mạng Việt Nam, nguyên Bí thư Tỉnh ủy các tỉnh Quảng Ngãi, Ninh Thuận, Bình Thuận của Đảng Cộng sản Đông Dương.

## Hoạt động cách mạng
Võ Dân sinh năm 1921 trong một gia đình nông dân ở thôn Bồ Đề, xã Đức Nhuận, huyện Mộ Đức, tỉnh Quảng Ngãi. Ngày từ năm 1930 khi chưa đầy 10 tuổi, ông đã cùng anh trai Võ Xuân Phu tham gia Học sinh đoàn, là một tổ chức quần chúng của Đảng Cộng sản Việt Nam. Năm 1932, nhóm của ông bị thực dân Pháp bắt giữ và kết án từ 12 đến 16 tháng tù, riêng ông vì quá nhỏ nên được họ tộc bảo lãnh nên được thả về.
Năm 1937, ông tiếp tục tham gia phong trào cách mạng của Đảng Cộng sản Đông Dương tại địa phương. Đến năm 1939, ông được kết nạp vào Đảng. Trong khoảng 1939-1940, nhiều cơ sở Đảng bị vỡ, nhiều lãnh đạo của tỉnh như Nguyễn Công Phương, Nguyễn Thành Nghi, Nguyễn Chánh,... bị thực dân Pháp bắt giữ tù đày. Trước tình hình đó, dưới sự chủ trì của nguyên Bí thư Tỉnh ủy Nguyễn Công Phương, hội nghị cán bộ tỉnh Quảng Ngãi được tổ chức tại huyện Trà Bồng, quyết định thành lập Tỉnh ủy lâm thời do ông làm Bí thư. Ngày 17 tháng 11 năm 1940, Tỉnh ủy chính thức được thành lập (gồm Võ Xuân Hào, Tạ Bá Tường, Nguyễn Trí), ông tiếp tục được tin tưởng giữ trọng trách Bí thư.
Tháng 3 năm 1941, thực dân Pháp tiếp tục khủng bố. Tháng 4, do Lâm Tài chỉ điểm, ông cùng nhiều cán bộ trong tỉnh bị bắt, giam giữ tại Căng an trí Ba Tơ. Tháng 3 năm 1945, cuộc khởi nghĩa Ba Tơ nổ ra, ông về quê tiếp tục hoạt động. Tháng 4, ông được Tỉnh ủy lâm thời Quảng Ngãi phân công làm Bí thư Huyện ủy Mộ Đức, Trưởng ban Vận động khởi nghĩa huyện Mộ Đức. Tháng 8, ông tổ chức thành lập Ủy ban khởi nghĩa phủ Mộ Đức do Phạm Quang Lược làm Chủ tịch (gồm Võ Xuân Hào, Võ Xuân Đồng, Võ Xuân Phu, Bùi Bình, Phạm Quang Lược, Phan Đồng), tham gia khởi nghĩa giành chính quyền.

## Tham gia kháng chiến
Tháng 10 năm 1945, ông được điều động tăng cường cho Tỉnh ủy lâm thời Bình Định. Tháng 3 năm 1946, ông được chỉ định làm Tỉnh ủy viên Tỉnh ủy lâm thời, dưới quyền Bí thư Tỉnh ủy Trần Lê. Năm 1947, ông được bầu vào Thường vụ Tỉnh ủy Bình Định. Có quan điểm cho rằng ông từng đảm nhận cương vị Phó Bí thư Tỉnh ủy Bình Định vào cuối năm 1946. Với cương vị mới, ông đã trực tiếp tham gia chỉ đạo các phong trào chống Pháp tại địa phương và giành được một số thắng lợi.
Giữa năm 1949, ông được Liên khu điều động bổ sung cho Tỉnh ủy Ninh Thuận. Tháng 12, tại Đại hội đại biểu Đảng bộ tỉnh tổ chức tại CK7 (Phước Hà), ông được bầu làm Bí thư Tỉnh ủy Ninh Thuận thay cho Trương Chí Cương được điều về Ban Cán sự Cực Nam Trung Bộ, Phó Bí thư Tỉnh ủy là Việt Kính. Đầu năm 1951, ông được cử đi tham dự Đại hội toàn quốc của Đảng. Tháng 3, ông được điều về Liên khu V, Tỉnh ủy Ninh Thuận tạm chỉ định Hồ Mỵ Châu làm Quyền Bí thư Tỉnh ủy.
Tháng 7 năm 1954, ông được Liên khu V chỉ định tham gia Ban Cán sự Cực Nam mới (Bí thư Trần Lê, các Ủy viên Võ Dân, Lê Văn Hiền), chỉ đạo phong trào đấu tranh đòi thi hành Tổng tuyển cử thống nhất theo Hiệp định Genève. Tháng 6 năm 1956, ông làm Bí thư Tỉnh ủy Bình Thuận thay Trần Lê. Sau vụ phản bội của Thường vụ Tỉnh ủy Võ Xuân Viên (1957), đầu năm 1958, Bí thư Tỉnh ủy Võ Dân đã chỉ đạo thành lập Ban Cán sự Miền Tây Quảng Ngãi do Lê Văn Triều làm Bí thư để xây dựng căn cứ làm hậu cứ cho lực lượng cách mạng.
Tháng 4 năm 1958, ông bí mật đến Phan Thiết để sắp xếp lại cơ sở hoạt động trong nội thành. Đầu tháng 5, ông trở về căn cứ Ara (Di Linh, Lâm Đồng). Ngày 19 tháng 5, ông qua đời vì bệnh nặng.

## Vinh danh
Ông được công nhận là liệt sĩ và được Nhà nước Việt Nam truy tặng Bằng Tổ quốc ghi công, Huân chương Kháng chiến hạng Nhất, Huân chương Độc lập hạng Nhất.
Tên của ông được đặt cho một con đường ở thành phố Phan Thiết (Bình Thuận).
Gia đình ông hiện tại vẫn cư trú ở xã Đức Nhuận.

## Nhận xét
- Đồng chí Võ Xuân Hào tuy mất sớm, nhưng với 37 năm tuổi đời, trong đó có 21 năm liên tục hoạt động cách mạng đã thể hiện lòng trung thành tuyệt đối với Đảng, với Chủ tịch Hồ Chí Minh vĩ đại. Dù trong lao tù đế quốc hay trên chiến trường ác liệt và sau này, khi giữ những trọng trách Bí thư Tỉnh ủy các tỉnh Quảng Ngãi, Ninh Thuận, Bình Thuận, đồng chí Võ Xuân Hào vẫn luôn tin tưởng vào sự toàn thắng của cuộc đấu tranh giải phóng dân tộc, thống nhất Tổ quốc. (Đặng Ngọc Huy)[1]